# Olof Bromelius
Olof Ole (ou Olaus Olai) Bromelius est un botaniste, médecin et numismate suédois, né à Örebro, le 24 mai 1639, et décédé à Göteborg, le 5 février 1705.

## Biographie
Après des études de médecine à l'Université d'Uppsala, il se rend à Stockholm, en 1669, pour y devenir herboriste officiel responsable des pharmacies de la ville. En 1672, il part exercer la médecine aux Pays-Bas et devient docteur en médecine à l'Université de Leyde en 1673. Il revient en Suède en 1674. Il exerce ensuite la médecine à Stockholm, à partir de 1675, puis à Göteborg, à partir de 1691. En 1676, il a également fait partie d'une commission chargée d'examiner les affaires de sorcellerie à Stockholm. Les travaux de cette commission conduiront à mettre un terme aux procès en sorcellerie qui étaient alors menés dans la capitale de la Suède (au moins 8 femmes y avaient été exécutées pour faits de sorcellerie en 1675-1676).
En 1687, Bromelius publie Lupulogia, un traité de botanique destiné aux agriculteurs, puis, en 1694, Chloris gothica s. catalogus stirpium circa Gothoburgum nascentium, la première étude sérieuse consacrée à la flore de la région de Göteborg.
Seul, puis avec son fils Magnus von Bromell (1679-1731), Bromelius constitue de riches collections, notamment en histoire naturelle et en numismatique. Une partie de sa collection botanique est conservée au château de Skånelaholm, près de Sigtuna. Quant à la collection numismatique, elle fut acquise par la reine Ulrique-Éléonore de Suède (1688-1741) et a fait l'objet d'une étude publiée en 1931.
Bromelius est considéré comme l'un des meilleurs botanistes que la Suède ait connus avant l'époque de Linné. Ce dernier lui a d'ailleurs dédié le genre botanique Bromelia.

## Source
- (sv) Svenskt biografiskt handlexikon